# مانويل فيرير ريجاليس
مانويل فيرير ريغاليس (هوييسكا، 22 يناير 1927 - بامبلونا، 13 سبتمبر 2018) كان أستاذًا جامعيًا في الجغرافيا في جامعتي أوفييدو ونفارا.
حصل على شهادة في الجغرافيا من جامعة سرقسطة. هناك، تحت إشراف خوسيه مانويل كاساس توريس، دافع عن أطروحته للدكتوراه حول منطقة كامبو دي كاريينينا وبدأ عمله التدريسي.
في عام 1958، انتقل إلى إمارة أستورياس بعد حصوله على كرسي الجغرافيا في جامعة أوفييدو. في الوقت نفسه، تولى إدارة كلية فالديسالاس الكبرى.
مع بداية العام الدراسي 1962/1963، في أكتوبر 1962، انضم إلى جامعة نافارا كأستاذ في الجغرافيا بكلية الفلسفة والآداب. جمع بين مهامه التدريسية والبحثية مع توليه عدة مناصب أكاديمية: مدير معهد الفنون الحرة (1963-1968)، عميد كلية الفلسفة والآداب (1968-1976)، مدير قسم الجغرافيا البشرية، ومؤسس ومدير مركز دراسات البيئة الحضرية الذي أنشئ عام 1977.
كان متزوجًا من آنا ماريا نافارو فيرير، أستاذة متقاعدة من معهد علوم التربية، وأنجبا ستة أطفال.
تركزت خطوط أبحاثه الرئيسية على دراسة البيئة، والجغرافيا الحضرية والاجتماعية والصناعية وجغرافيا السكان. تخصص في جغرافيا السكان، وشارك كخبير في المؤتمر العالمي للسكان الذي عقد في بوخارست عام 1974، برعاية الأمم المتحدة.
قاد عدة فرق بحثية، بعضها كان مكرسًا للاستشارات وتخطيط مراكز تاريخية مثل ألمونيسكار، كارثاخينا وفيتوريا، كما درس عدة مناطق حضرية، خاصة في شمال شبه الجزيرة الإيبيرية مثل بلباو وبامبلونا. فرق أخرى اهتمت بالتخطيط الإقليمي، مثل كرسي المشاريع في كلية مهندسي الغابات في الجامعة التقنية في مدريد، وجمعية إحياء منطقة بلباو الحضرية الكبرى. في منطقة نافارا، تولى في منتصف التسعينيات مهمة تنسيق مشروع المحور الجغرافي والاقتصادي للخطة الاستراتيجية الأولى ليناڤارا.
نسق تطبيق مبادئ ميثاق ميغاريد 94 للتخطيط العمراني في ست مناطق حضرية كبرى في إسبانيا خلال الفترة 1995-2000.
نشر حوالي عشرين كتابًا وعددًا كبيرًا من المقالات في مجلات متخصصة، وشارك في مؤتمرات دولية متعددة.
خلال فترة الانتقال السياسي في إسبانيا، شارك في السياسة كنائب في برلمان نافارا عن حزب الاتحاد الديمقراطي المركزي.
الجمعيات التي كان عضوًا فيها
جمعية العلوم الإقليمية الإسبانية
الجمعية الجغرافية الملكية (الجمعية الجغرافية الملكية الإسبانية)
جمعية الجغرافيين الإسبان
الاتحاد الجغرافي الدولي